# 市山村
市山村（いちやまむら）は、島根県邑智郡にあった村。現在の江津市の一部にあたる。

## 地理
- 河川：江川[1]、八戸川[2]、玉川[2]、日和川[3]

## 歴史
- 1889年（明治22年）4月1日、町村制の施行により、邑智郡市山村、今田村、江尾村、井沢村、後山村（一部、字後山上・後山下）が合併して村制施行し、市山村が発足[2][4]。
- 1901年（明治34年）、大字井沢を邑智郡長谷村に編入[2]。
- 1954年（昭和29年）4月1日、邑智郡長谷村、川戸村、谷住郷村、川越村と合併し、桜江村を新設して廃止された[2][4]。

### 地名の由来
中世から邑智郡北部の中心地で市が立てられていたため。

## 産業
- 農業[2]、半紙[2]。